# Dibromodiclorometano
Il Dibromodiclorometano è un alometano tetrasostituito.

## Sintesi
La sintesi del dibromodiclorometano risulta abbastanza difficoltosa dal punto di vista energetico. Può essere ottenuto trattando tetraclorometano con trifluoruro di bromo in presenza di cloruro di alluminio o di BBr3.

## Precauzioni
Il dibromodiclorometano è dannoso per l'uomo se ingerito o inalato, a contatto con la pelle o con gli occhi può causare irritazione, è necessario quindi manipolare la molecola con le adeguate precauzioni indossando indumenti da laboratorio per evitare il contatto con pelle ed occhi e con l'utilizzo di cappe aspiranti per evitare l'inalazione di eventuali vapori. Il CBr2Cl2 va conservato in luogo fresco ed asciutto in contenitore chiuso ermeticamentre.